# Йохан Франц Клаудиус Йозеф фон Фрайберг
Йохан Франц Клаудиус Йозеф фон Фрайберг (на немски: Johann Franz Claudius Joseph Freiherr von Freyberg; * 1701; † 4 декември 1775) от стария швабски род Фрайберг е фрайхер на Фрайберг в Баден-Вюртемберг. Той е господар на Йопфингер в Баден-Вюртемберг.
Той е син на фрайхер Михаел Лудвиг фон Фрайберг (1669 – 1738) и съпругата му Мария Анна фон Улм. Внук е на фрайхер Хиронимус Фридрих фон Фрайберг († 30 август 1687) и втората му съпруга Барбара фон Шеленберг († сл. 1694), дъщеря на фрайхер Ханс Кристоф фон Шеленберг († 1692) и първата му съпруга Беатрикс фон Ландсберг. Брат е на бездетния Йохан Антон Албрехт Бенедикт фон Фрайберг (* 1703; † 1771/1773).
Замъкът Фрайберг е унищожен през 1520 г. От 16 век фамилията фон Фрайберг притежават Йопфингер в Баден-Вюртемберг и го продават през 1809 г. на князете фон Турн и Таксис.

## Фамилия
Йохан Франц Клаудиус Йозеф фон Фрайберг се жени за Мария София Барбара Райхлин фон Мелдег. Те имат пет деца:
- Франц Йозеф фон Фрайберг (* 29 февруари 1744; † 1772), женен за Мария Терезия Франциска Шенк фон Щауфенберг (* 27 септември 1737; † 22 февруари 1784)
- Йохан Антон фон Фрайберг (* 22 септември 1767, Йопфинген; † 23 декември 1847, Ансбах), женен I. за фрайин Алойзия фон Ридхайм (* 10 май 1775; † 1 юли 1812), II. на 21 януари 1813 г. в Ансбах за фрайин Йозефа Виоланда Мариана Елизабет фон Гумпенберг (* 8 ноември 1779; † 11 януари 1851); има общо девет деца
- Антония фон Фрайберг
- Катарина фон Фрайберг
- Франциска фон Фрайберг

Йохан Франц Клаудиус Йозеф фон Фрайберг се жени втори път за фрайин Мария Анна Терезия Франциска Шенк фон Щауфенберг (* 27 септември 1737; † 22 февруари 1784 в Йопфинген), дъщеря на фрайхер Йохан Себастиан Карл Кристоф Шенк фон Щауфенберг (1692 – 1762) и графиня Мария Терезия Шенк фон Кастел (1701 – 1781). Те имат четири сина:
- Адолф Кристоф Йохан Непомук Франц Ксавер фон Фрайберг (* 7 юни 1746; † 29 ноември 1772)
- Бенедикт фон Фрайберг (* 14 май 1747; † 1820)
- Руперт фон Фрайберг
- Карл Йозеф фон Фрайберг